# Acquedotto romano di Mettet
L'acquedotto romano di Mettet (anche acquedotto romano di Bauselenne), è un acquedotto gallo-romano situato nel territorio della città belga di Mettet, nella provincia di Namur, regione Vallonia.
L'acquedotto è stato classificato come monumento storico il  7 dicembre 1984.

## Geografia
L'acquedotto si trova nel Bosco Quartier della frazione di Bauselenne, a meno di un chilometro a nord-ovest del centro del comune di Mettet.

## Storia

### L'acquedotto in origine
L'acquedotto fu creato nell'angolo sud-est della città gallo-romana di Bauselenne. Quando era in funzione portava l'acqua dalla sorgente di Rabooz per due chilometri, con un tragitto per lo più sotterraneo, in una vasca di decantazione prima che questa fosse distribuita tra diversi serbatoi.

### L'acquedotto oggi

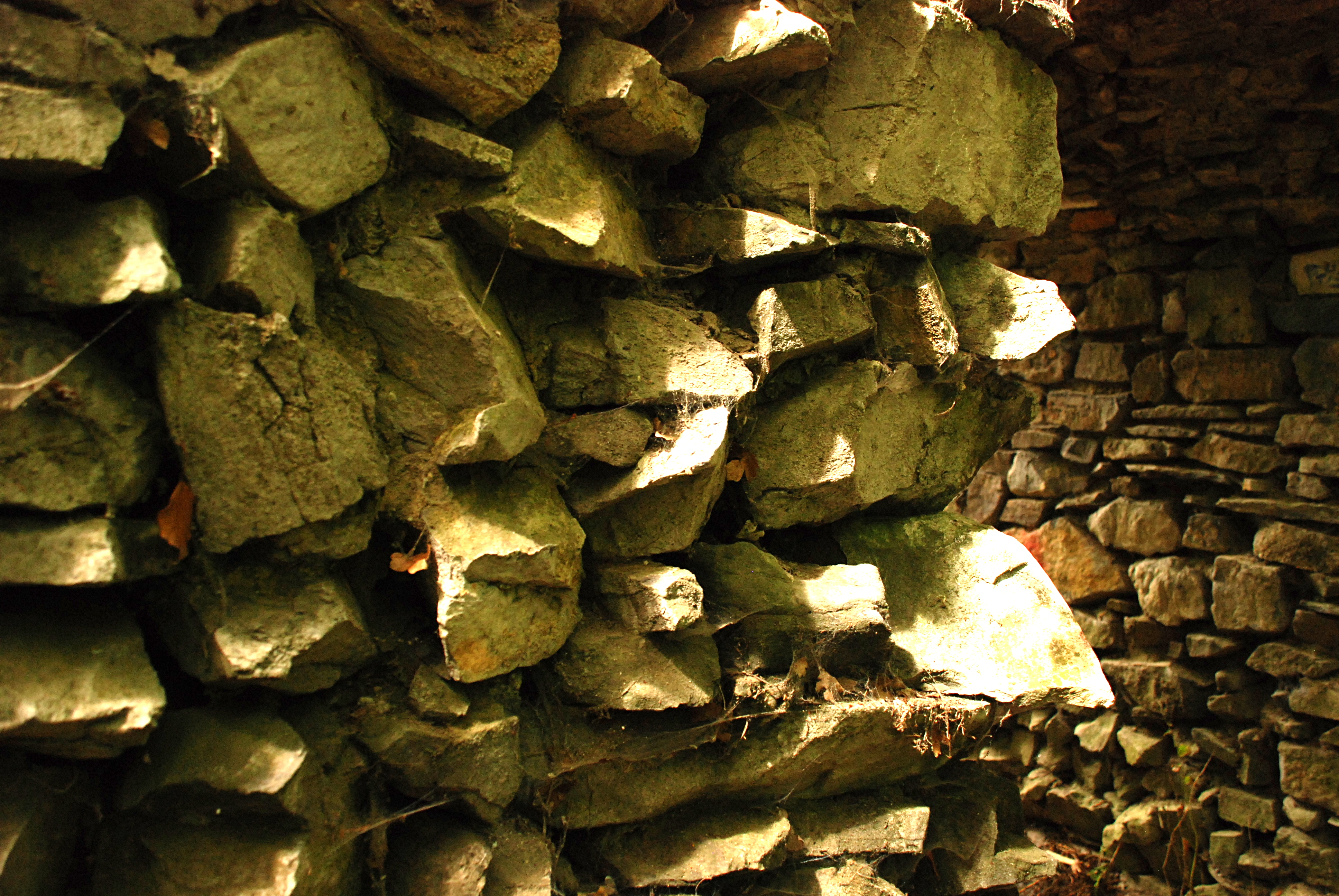
particolare della muratura

La testimonianza più visibile dell'acquedotto è costituita da due archi di circa quattro metri di altezza, costruiti in blocchi di calcare legati da una malta grigia piatta.
Uno degli archi è angolare mentre l'altro è ricurvo.

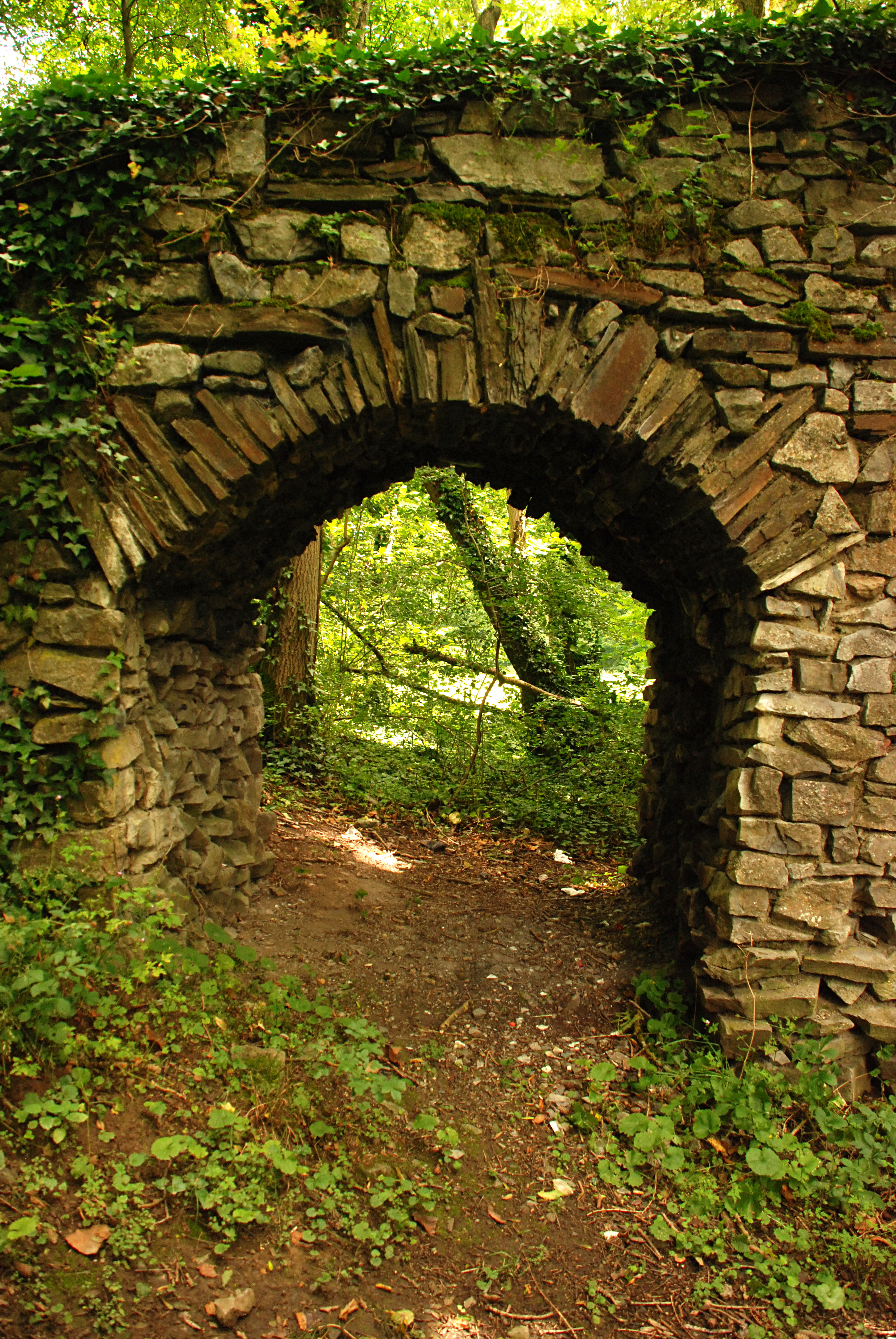
arco di sinistra; curvo
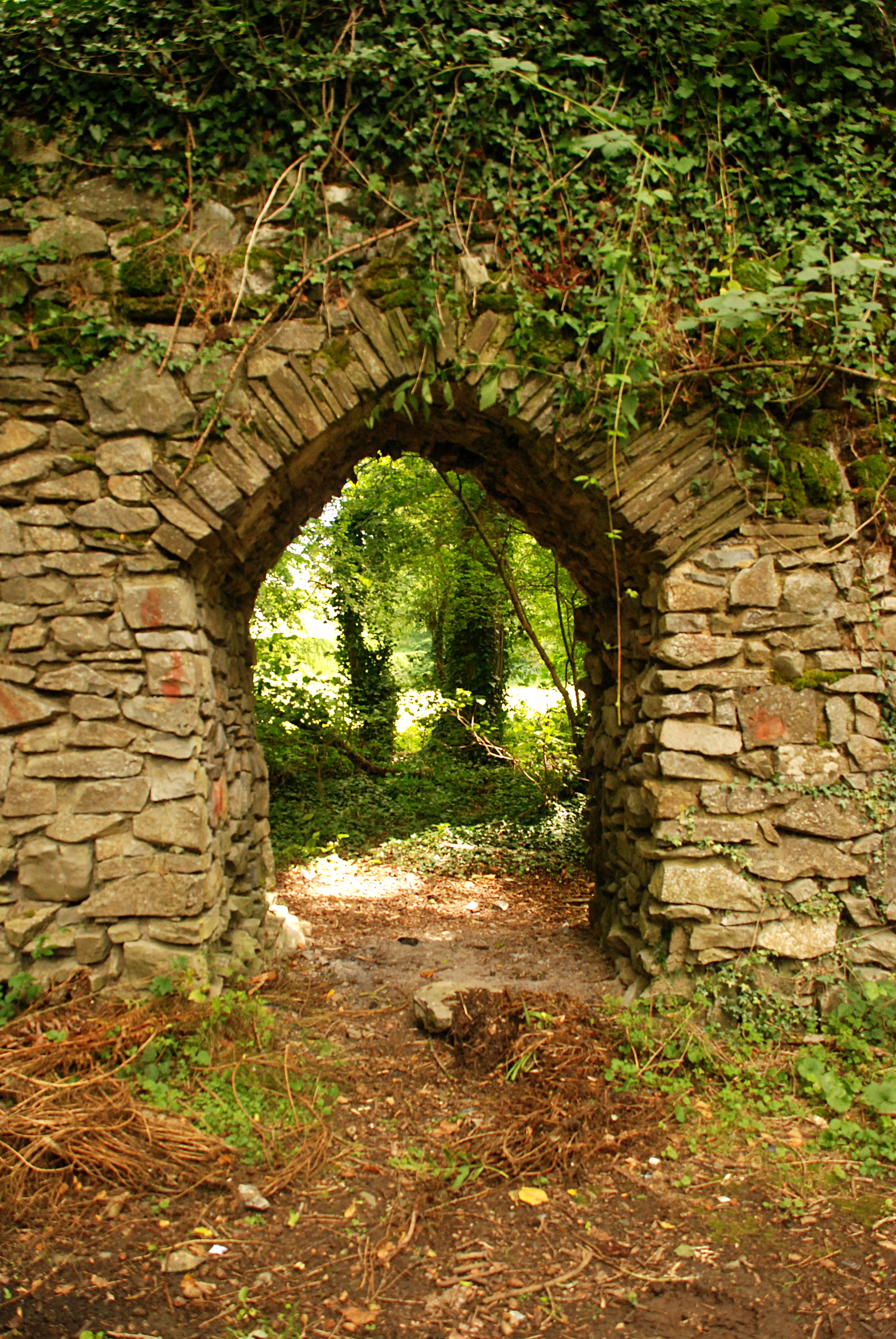
arco di destra; angolare